# ورزشگاه اتزیو شیدا
ورزشگاه اتزیو شیدا (ایتالیایی: Stadio Ezio Scida) یک ورزشگاه فوتبال در کروتون ایتالیاست. این ورزشگاه هم‌اکنون خانهٔ باشگاه فوتبال کروتونه است و بازی‌های سری آ را میزبانی می‌کند. ظرفیت این ورزشگاه، ۹٬۵۴۷ نفر است.